# Anders Bratt (matematiker)
Anders Bratt, född 14 februari 1769 i Vartofta-Åsaka socken, död 27 februari 1811 i Greifswald, var en svensk matematiker.
Anders Bratt var son till kyrkoherden i Åsaka, senare i Fröjered Johan Bratt, som tidigare hade varit matematikdocent i Åbo. Han genomgick Skara skola, blev student vid Uppsala universitet 1788 och filosofie magister 1791. 1795 blev Bratt docent i astronomins teori och 1796 extraordinarie kanslist vid kanslikollegiets expedition 1796. Han uppfördes på förslag till professuren i matematik vid Åbo akademi 1799 och till professuren i astronomi vid Uppsala universitet samma år. 1800 utsågs han till professor i matematik och fysik vid universitetet i Greifswald 1800 och blev 1804 universitetets rektor. Han var ogift.